# 林州 (武德)
林州，中国唐朝时设置的州。
武德四年（621年）分南定州置林州，治所在常林县（今广西壮族自治区桂平市南下湾镇），下辖六县：常林县、阿林县、罗绣县（今广西桂平市罗秀镇）、皇化县（今广西桂平市社坡镇复化村）、卢越县（今广西平南县六陈镇）、归诚县（今广西桂平市罗播乡）。武德五年（622年）皇化县改属燕州。武德六年（623年）林州改为绣州。 